# Сайгафар
Сайгафа́р (рос. Сайгафар, башк. Сәйғәфәр) — присілок (колишнє селище) у складі Баймацького району Башкортостану, Росія. Входить до складу Акмурунської сільської ради.
До 9 лютого 2008 року присілок називався Комсомольського отділення.
Населення — 630 осіб (2010; 663 в 2002).
Національний склад:
- башкири — 97%